# Veldmuis
De veldmuis (Microtus arvalis) is in Europa een vrij algemeen voorkomende knaagdiersoort. De wetenschappelijke naam van het geslacht Microtus betekent letterlijk: klein-oor (gelatiniseerd Grieks: mikrōtos = mikr(o)- klein + ōtos, van ous, oor) en de soortnaam arvalis betekent uit het bouwland (Latijn: arvālis). Ze leven graag in gebieden waar grassen en granen te vinden zijn. Hij kan vaak staande op zijn achterpoten worden gezien. De veldmuis is géén "ware muis", zoals de huismuis en de bosmuis, maar behoort tot de woelmuizen, een andere grote onderfamilie uit de orde der knaagdieren.

## Beschrijving
Van een afstand lijken veldmuizen op "ware muizen", maar bij nadere beschouwing is de staart van een woelmuis veel korter en veel dichter behaard dan de lange kale staart van een "ware muis", zijn de ogen en oren kleiner, is de snuit stomper en is de vacht ruiger.
De korte staart is iets donkerder aan de bovenzijde dan aan de onderzijde. De binnenzijde van de oren is onbehaard. De veldmuis heeft een kortere, lichtere vacht dan de verwante aardmuis. De veldmuis is lichter van kleur dan de kleinere ondergrondse woelmuis en de grotere Noordse woelmuis. De rosse woelmuis heeft grotere oren dan de veldmuis en een vacht met een karakteristieke rosse kleur. De veldmuis wordt 95 tot 125 millimeter lang en weegt gemiddeld 25-30 gram. De staart is 30 tot 45 millimeter lang. Onder optimale omstandigheden kunnen mannetjes tot 50 gram wegen en (zwangere) vrouwtjes tot 40 gram.
Op de Orkney-eilanden leeft een ondersoort M. a. orcadensis (Orkney vole) die groter en donkerder is dan de veldmuizen van het vasteland. Deze ondersoort kan 100 gram zwaar worden.

## Leefgebied
Deze dieren leven graag in open gebieden met grassen en/of granen, zoals graanakkers, wegbermen, dijken, spoorwegtaluds, slootkanten, graslanden en klavervelden. Ze leven het liefst in drogere streken met kort gras. Ze ontbreken in drassige streken en in gebieden met al te hoog gras.
Het verspreidingsgebied is zeer ruim, van West-Europa tot Centraal-Azië. De zuidgrens loopt door Noord-Spanje, over de Alpen, de Balkan (met uitzondering van de westkust) en de Kaukasus. De noordgrens loopt door Nederland en Denemarken, de Baltische staten en Zuid-Finland. Ze ontbreken op de Britse Eilanden (met uitzondering van de Kanaaleilanden en de Orkney-eilanden) en de Nederlandse Waddeneilanden (met uitzondering van Ameland en Schiermonnikoog).

## Gedrag
De veldmuis is een planteneter. Hij eet voornamelijk grassen, kruiden (voornamelijk russen), granen en zaden, mogelijk aangevuld met insecten en slakken. Ze zijn 's nachts en in de schemering actief. Activiteitsperioden worden afgewisseld met rustpauzes, die beide drie uur duren.
Hij woont meestal in een nest, dat op een diepte van ongeveer 50 cm kan liggen in een zelfgegraven gangenstelsel. Het nest is gemaakt van hooi, gras en plantenstengels. Soms ligt het nest ook bovengronds. Vanuit het nest lopen lange gangen met meerdere uitgangen naar de oppervlakte, sommige gangen wel zes meter lang. Ook zijn er één of meerdere kamers in het gangenstelsel te vinden, waarin voedsel wordt opgeslagen. Pas aangelegde gangen van de veldmuis herken je aan de hoopjes verse, losse aarde voor de ingangen.
Veldmuizen leven gewoonlijk alleen in hun hol en hebben ook territoria die tegen soortgenoten worden verdedigd. 's Winters is er meer overlap in de woongebieden en zijn de dieren minder territoriaal. Wanneer het nodig is, kunnen ze op een klein plekje in kolonieverband leven. Mannetjes en vrouwtjes kunnen in monogaam paarverband samen leven en er 's zomers samen een territorium op na houden. In gevangenschap kunnen ze in groepjes worden gehouden, maar volwassen mannetjes kunnen elkaar niet verdragen. Nesten liggen meestal zo'n drie meter van elkaar af.

## Voortplanting
De voortplantingsperiode is van het voorjaar tot de herfst, de exacte voortplantingsperiode verschilt per gebied. Een vrouwtje kan twee tot vier worpen per jaar krijgen. Na een draagtijd van 19 tot 21 dagen werpt het wijfje gemiddeld 5 à 6 jongen (maar kan variëren tussen de twee en de twaalf). De jongen worden naakt, roze en blind geboren. Na 7 tot 11 dagen gaan de ogen open. Ze worden twintig dagen lang gezoogd. Vrouwtjes met jongen tolereren andere vrouwtjes in hun hol.
Na ongeveer dertig dagen zijn de jongen geslachtsrijp. Sommige vrouwtjes zijn echter al na elf tot dertien dagen geslachtsrijp.

## Vijanden
De dieren hebben een redelijk korte levensverwachting van ongeveer 4 tot 24 maanden en de veldmuis kent vele vijanden. Voor veel carnivoren en omnivoren is een grote veldmuizenpopulatie een onuitputtelijke bron van mineralen en hoogwaardige, dierlijke eiwitten. Denk hierbij aan hermelijnen, wezels, steenmarters, vossen, mollen, roofvogels, uilen, meeuwen, kraaien, ooievaars en reigers, maar ook katten behoren tot de vijanden. De mens vormt ook een bedreiging voor de veldmuis, onder andere door bebouwing, verkeer en het maaien van gras.

## Veldmuizenplaag
De populatieontwikkeling van de veldmuis kent een cyclus van gemiddeld drie jaar. Een muizenplaag kan zich voordoen als de piek van de cyclus samenvalt met ideale omstandigheden voor de veldmuis (droog voorjaar, zacht najaar, zachte winter). Na de piek stort de populatie meestal weer in door voedselgebrek, kou, stress en predatie.
Veldmuizenplagen doen zich met enige regelmaat voor, ze zijn een natuurlijk verschijnsel. Die in de winter 2014-2015 in Friesland haalde het landelijke nieuws. Een voldoende aanwezigheid van roofvogels en andere predatoren kan de groei van veldmuizenpopulaties in het voorjaar temperen. De plaag in Friesland zorgde daar voor een sterke stijging van het aantal ransuilen. In de winter 2014-2015 werden er 1799 geteld, tegen 749 in de voorgaande winter.